# Асья, Ариф Нихат
Ариф Нихат Асья (имя при рождении Мехмед Ариф, 7 февраля 1904 — 5 января 1975) — турецкий поэт. Известен своими поэмами «Флаг» (тур. Bayrak) и «Молящийся» (тур. Dua).

## Биография
Родился в селении Инджегиз, расположенном в районе Чаталджа. Читать его научил местный имам. Позднее семья переехала ближе к Стамбулу. Сменив несколько школ, поступил в педагогический лицей при Стамбульском университете. Затем работал преподавателем литературы в различных школах.
В 1950 году был избран членом Великого национального собрания от демократической партии.
Умер 5 января 1975 года в Анкаре. Похоронен на кладбище Каршияка.

## Творчество
Написал 16 книг произведений, 5 из которых составляют юмористические рубаи.
Самое известное произведение Арифа Асьи — поэма «Флаг». Эта поэма была написана в 1940 году, на тот момент поэт жил и работал в Адане. 5 января отмечалось освобождение города от Франции в ходе войны за независимость. Министерство образования объявило, что в связи с недавним вхождением в состав Турции Хатая, ранее также принадлежавшего Франции, праздник должен пройти шире чем, обычно, поэтому один из учеников должен прочесть «особую» поэму. Поскольку подходящей поэмы найти не удалось, Ариф Асья написал её сам.